# Ložnica pri Žalcu
Ložnica pri Žalcu je naselje v Občini Žalec.